# یان موا
یان موا (به فرانسوی: Yann Moix) نویسنده، شاعر و کارگردان فیلم قرن بیستم میلادی اهل فرانسه است. رمان او با عنوان تولد (به فرانسوی: Naissance) که در ۲۸ اوت ۲۰۱۳ توسط انتشارات گراسه منتشر شد، در همان سال جایزه رنودو را به خود اختصاص داد. او تألیف حدود ۲۰ اثر ادبی و کارگردانی چند فیلم نظیر سکو (Podium) را در کارنامهٔ خود دارد.